# Dietrich DS I
Die Dietrich DS I war ein zweisitziger Schul-Doppeldecker der Dietrich-Gobiet Flugzeugwerk AG aus dem Jahr 1924.

## Entwicklung
Ursprünglich erfolgte die Ausbildung von Flugschülern in der Flugschule der Dietrich-Gobiet Flugzeugwerk AG auf dem Sport-Doppeldecker Dietrich DP.IIa. Zahlreiche Bruchschäden und Abstürze zeigten aber, dass die kunstflugtaugliche DP.IIa insbesondere für Anfänger, aber auch für fortgeschrittene Flugschüler zu hohe Anforderungen stellte. Unter der Bezeichnung Dietrich-Schuldoppeldecker DS.I entwickelte Erich von Knüpffer 1924 aus der DP.IIa eine auf die Belange des Schulbetriebs Ausbildungsmaschine. Der Erstflug des Prototyps fand im November 1924 statt. Die Musterzulassung erfolgte im März 1925.

## Serienbau
Die ersten fünf Serienflugzeuge kamen ab April 1925 zur Auslieferung. Eine zweite Charge von 10 Flugzeugen wurde ab Mitte 1925 gefertigt und nach Aufhebung der Geschäftsaufsicht bei der Dietrich Flugzeugwerk AG im Frühjahr 1926 abgeschlossen. Ein weiterer Ersatzbau für eine zerstörte DS.I konnte 1926 in den Dietrich-Werken nicht mehr fertiggestellt werden. Sie wurde von Andreas Pohlmann erworben und in Düsseldorf beim Phoenix Flugzeugbau Müller und Pöhlmann 1928 fertiggestellt. Insgesamt dürften damit 16 Dietrich DS.I zwischen 1924 und 1928 entstanden sein.
Nach dem Ende des Flugschulbetriebs bei den Dietrich Flugzeugwerken und ihren Agenturen übernahm die Sportflug GmbH und später die DVS die verbliebenen Flugzeuge. Sie wurden 1933 abgestellt.

## Konstruktion
Gegenüber der DP.IIa-Konstruktion erhielt der Schul-Doppeldecker eine um fast 50 % vergrößerte Tragfläche und einen nach hinten verlängerten Rumpf. Mit 530 kg Leermasse war die DS.I das schwerste aller Dietrich-Flugzeuge. Als Antrieb erwies sich der auch bei der DP.IIa verwendete 80 PS starke Siemens & Halske Sh5 Siebenzylinder-Motor als ausreichend.

## Technische Daten
| Kenngröße             | Daten                                   |
| --------------------- | --------------------------------------- |
| Besatzung             | 1 Pilot                                 |
| Passagier             | 1                                       |
| Länge                 | 6,72 m                                  |
| Spannweite            | 10,10 m                                 |
| Höhe                  | 2,62 m                                  |
| Flügelfläche          | 24,70 m²                                |
| Flächenbelastung      | 30,4 kg/m²                              |
| Leistungsbelastung    | 10,0 kg/PS                              |
| Rüstmasse             | 530 kg                                  |
| Zuladung              | 220 kg                                  |
| Startmasse            | 750 kg                                  |
| Antrieb               | ein Siemens Sh5-Motor mit 75 PS (55 kW) |
| Höchstgeschwindigkeit | 115 km/h                                |
| Gipfelhöhe            | 2400 m                                  |
| Aktionsradius         | 350 km                                  |